# Loretta Goggi (album 1981)
Loretta Goggi è la prima raccolta di  Loretta Goggi, pubblicata nel 1981.

## Descrizione
L'album raccoglie 10 brani dalla discografia di Loretta Goggi, registrati tra il 1975 e il 1978, di cui due in coppia con la sorella Daniela, nel periodo in cui era sotto contratto con l'etichetta CGD per la serie Record Bazaar.
Nell'album compaiono per la prima volta su LP i brani Dirtelo, non dirtelo, Monsieur voulez-vous dançer?, Ancora innamorati, Notte matta e Domani, pubblicati fino a quel momento soltanto su 45 giri. Gli altri brani inseriti nella compilation erano già apparsi nell'LP Il ribaltone.
Il disco è stato pubblicato nel 1981 in un'unica edizione, in formato LP ed MC con numero di catalogo RB 307, sull'onda del grande successo ottenuto dalla Goggi con il brano Maledetta primavera al Festival di Sanremo 1981, periodo in cui la cantante era già passata alla WEA Italiana da due anni.
L'album non è mai stato ristampato in CD o in digitale, seppure tutti i brani presenti al suo interno siano stati pubblicati in altre compilation sia su supporto fisico che digitale.

## Tracce
1. Dirtelo non dirtelo
2. Monsieur Voulez Vous Dancer
3. Notte matta
4. M'ama non m'ama
5. Ancora innamorati
6. Domani (con Daniela Goggi)
7. Voglia  (con Daniela Goggi)
8. Ce stanno altre cose
9. Noi bellissimi
10. Per amarti così